# باب هریس (بازیکن فوتبال)
باب هریس (انگلیسی: Bob Harris؛ زادهٔ ۲۸ اوت ۱۹۸۷) بازیکن فوتبال اهل بریتانیا است.
از باشگاه‌هایی که در آن بازی کرده‌است می‌توان به باشگاه فوتبال شفیلد یونایتد، باشگاه فوتبال بلکپول، باشگاه فوتبال فلیتوود، و باشگاه فوتبال روترهام یونایتد اشاره کرد.